# Kentoverse
Albums de Kento Masuda
Loved One
(2014)
Kentoverse est le onzième album studio de Kento Masuda, sorti le 21 décembre 2021, via son propre label Kent On Music, Inc. L'album se compose de cinq titres et a été produit par Kento Masuda lui-même en collaboration avec Gary Vandy.
Les morceaux présentés sur Kentoverse ont été initialement enregistrés au studio de Kento Masuda à Tokyo, au Japon, puis mixés et masterisés par le coproducteur Gary Vandy à Miami, aux États-Unis.
Kentoverse est un projet musical dans lequel Masuda s'est inspiré de l'expérience pandémique. Il transcende les classifications de genre traditionnelles en mélangeant harmonieusement des éléments de musique classique, ambient et contemporaine. L'un des aspects notables de l'album Kentoverse est l'inclusion de compositions commandées inspirées de divers thèmes. Cela comprend une composition commandée sur le thème maçonnique du Grand Architecte de l'Univers, ainsi qu'une marche royale créée pour la Maison Rurikovich.
En plus d'autres collaborations et performances musicales,, Kento Masuda a conclu un partenariat de collaboration avec la Fondation européenne pour le soutien de la culture en Europe. Dans le cadre de cette collaboration, il présentera une série de spectacles live mettant en vedette des compositions de ce dernier album, Kentoverse,,.

## Listes des pistes
| 1.    | Great Architect of the Universe      | 12:42 |
| 2.    | Integrity                            | 4:54  |
| 3.    | Godsend Rondo Verse                  | 15:22 |
| 4.    | Rurikovich March Era of Resurrection | 5:12  |
| 5.    | K11                                  | 4:53  |
| 42:23 |                                      |       |

## Enregistrement d'album
- Kento Masuda - compositeur, ingénieur du son, piano, producteur
- Gary Vandy - mixage, mastering, réalisation

## Récompenses et nominations
| Année | Récompenses                             | Œuvre nommée    | Catégorie                       | Résultat |
| ----- | --------------------------------------- | --------------- | ------------------------------- | -------- |
| 2017  | Accolade Global Film Competition,       | "Godsend Rondo" | Arts/Culture/Performance/Pièces | Lauréat  |
| 2017  | Best Shorts Competition,                | "Godsend Rondo" | Arts/Culture/Performance/Pièces | Lauréat  |
| 2017  | Los Angeles Film Awards,                | "Godsend Rondo" | Vidéo musicale                  | Lauréat  |
| 2017  | Festigious International Film Festival, | "Godsend Rondo" | Vidéo musicale                  | Lauréat  |
| 2017  | Top Shorts Film Festival,               | "Godsend Rondo" | Vidéo musicale                  | Lauréat  |
| 2017  | New York Film Awards,                   | "Godsend Rondo" | Vidéo musicale                  | Lauréat  |
| 2017  | Actors Awards Los Angeles,              | "Godsend Rondo" | Vidéo musicale                  | Lauréat  |